# Chicueyaco
Chicueyaco är en ort i Mexiko.   Den ligger i kommunen Cuetzalan del Progreso och delstaten Puebla, i den sydöstra delen av landet, 180 km öster om huvudstaden Mexico City. Chicueyaco ligger 675 meter över havet och antalet invånare är 367.
Terrängen runt Chicueyaco är bergig. Runt Chicueyaco är det ganska tätbefolkat, med 179 invånare per kvadratkilometer. Närmaste större samhälle är Ciudad de Cuetzalan, 3,6 km sydväst om Chicueyaco. I omgivningarna runt Chicueyaco växer i huvudsak städsegrön lövskog.